# Хусаїнія
Хусаїнія - медресе, що діяло наприкінці XIX - на початку XX сторіччя в Оренбурзі.
Створене в 1891 році на кошти та з ініціативи мецената Ахмеда Хусаїнова і його брата Махмуда. Викладання в медресе велося за так званим новим методом. У 1919 році перетворене на Татарський інститут народної освіти.